# Volkswagen Concept D
Volkswagen Concept D — прототип люксового ліфтбеку від німецького автовиробника Volkswagen. Був показаний на Франкфуртському автосалоні у 1999 році. Серійне виробництво почалося у 2002 році в кузові седан під назвою Volkswagen Phaeton.

## Особливості
Представивши Concept D, Volkswagen увійшов у світ люкс-автомобілів де панують A8, S-Клас та 7-Серія. Інноваційною особливістю авто, були дверні ручки, які втоплена в двері та коли до них наблизиться рука на декілька міліметрів, сенсори уловлюють тепло і вони виїжджають на зовні.
Салон автомобіля чотиримісний. В ньому використовується дорога шкіра, справжнє дерево та алюміній. Сидіння, нижня частина панелі приладів та дах, обтягнуті бежевою шкірою, а підлога бежевим велюром. На центральній консолі розміщений аналоговий годинник та багатофункціональний дисплей, за допомогою якого можна керувати кондиціонером, магнітолою, навігацією та встановленою в значок VW на кришці багажника камерою заднього огляду. Перемикачі підсвічуються синім світлом. Багатофункціональне дерев'яне кермо зі шкіряним обідком, має кнопки для управління навігаційною системою, телефоном та круїз-контролем. У кожного пасажира є індивідуальне освітлення та мікрофон.

## Технічні характеристики
Під капотом прототипу встановлено V-подібний 10-циліндровий дизельний двигун з прямим впорскуванням палива. Розміщені один до одного під кутом у 90° два ряди по 5 циліндрів, дають в купі об'єм у 5-літрів. Пряме впорскування палива за допомогою турбонадува з охолодженням та електричним регулюванням кількості повітря дають двигуну розвивати потужність у 313 к.с. при 4000 об/хв. Крутний момент - 750 Нм при 2000 об/хв. Коробка передач 6-ступеневий Tiptronic з функцією ручного перемикання передач. Привід автомобіля - повний. Колеса розмірністю 255/40 R19.